# 奥斯卡·布雷松
奥斯卡·布雷松（1985年2月10日—）是一名古巴男子柔道运动员。曾参加2008年和2012年两届奥运，其中在2008年北京奥运期间获得男子100公斤以上级铜牌。